# Zechlesmühle

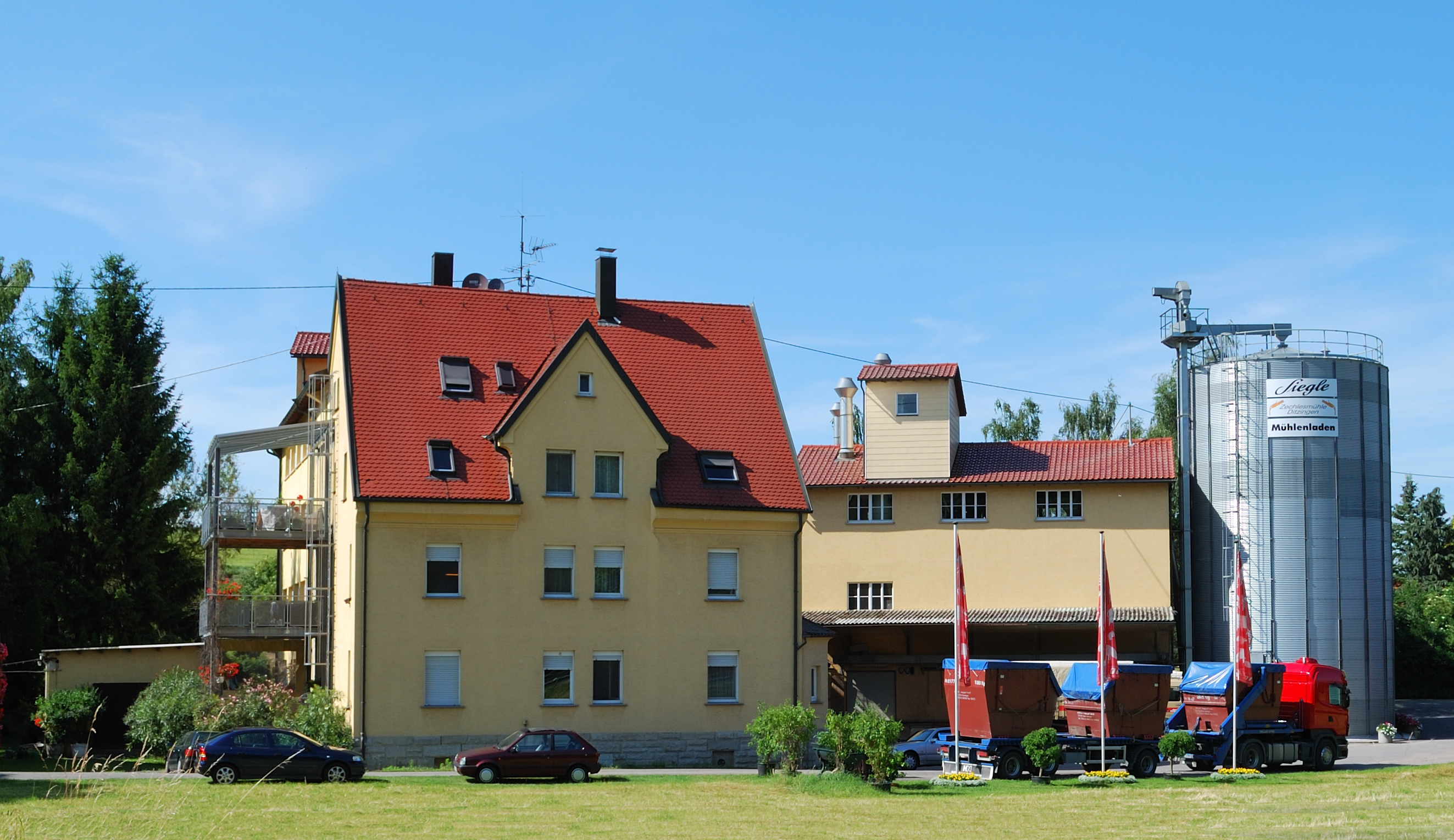
Die Zechlesmühle

Die Zechlesmühle in Ditzingen ist eine der größten Getreidemühlen an der Glems. Sie ist seit 1697 im Besitz der Familie Siegle. Die Mühle betreibt einen Mühlenladen.

## Geschichte
Die Mühle wurde 1524 erstmals als „die Ölschlähin“ genannt. Die Bezeichnung „Zechlesmühle“ wird vom früheren Besitzer Ezechiel Siegle abgeleitet, der 1768 oberhalb seiner Mahlmühle eine Ölmühle und eine Hanfreibe errichtete. Sowohl die Ölmühle wie auch die Hanfreibe wurden um 1800 aufgegeben.
Ursprünglich wurde die Mühle mit drei oberschlächtigen Wasserrädern betrieben. Sie wurden durch einen 720 m langen, links von der Glems abgezweigten Kanal gespeist. Die Wasserräder wurden im Laufe des 19. Jahrhunderts mehrmals erneuert und durch größere ersetzt. Im Jahr 1902 wurde ein 4,20 m hohes und 1,70 m breites oberschlächtiges Wasserrad eingebaut. Es hatte ein Nutzgefälle von 4,67 m und lieferte bei 135 l/s Wasserzufluss eine Rohleistung von 8,4 PS. Im Jahr 1926 wurde das Wasserrad durch zwei Francis-Turbinen mit 300 l/s bzw. 150 l/s Schluckfähigkeit ersetzt. Im Jahr 1937 wurden zur Unterstützung der Wasserkraft zwei Rohölmotoren mit 8 PS und 15 PS Leistung aufgestellt. Im Jahr 1970 wurden die schadhaften Francis-Turbinen durch eine Ossberger-Turbine mit 920 l/s Schluckfähigkeit und 46,7 PS Höchstleistung ersetzt.
Die Mühle arbeitet heute mit acht einfachen und zwei doppelten Walzenstühlen. Die Vermahlungskapazität beträgt (Stand 1997) 24 Tonnen in 24 Stunden. Die Produkte werden sowohl an Bäckereien wie auch an Privatkunden verkauft.

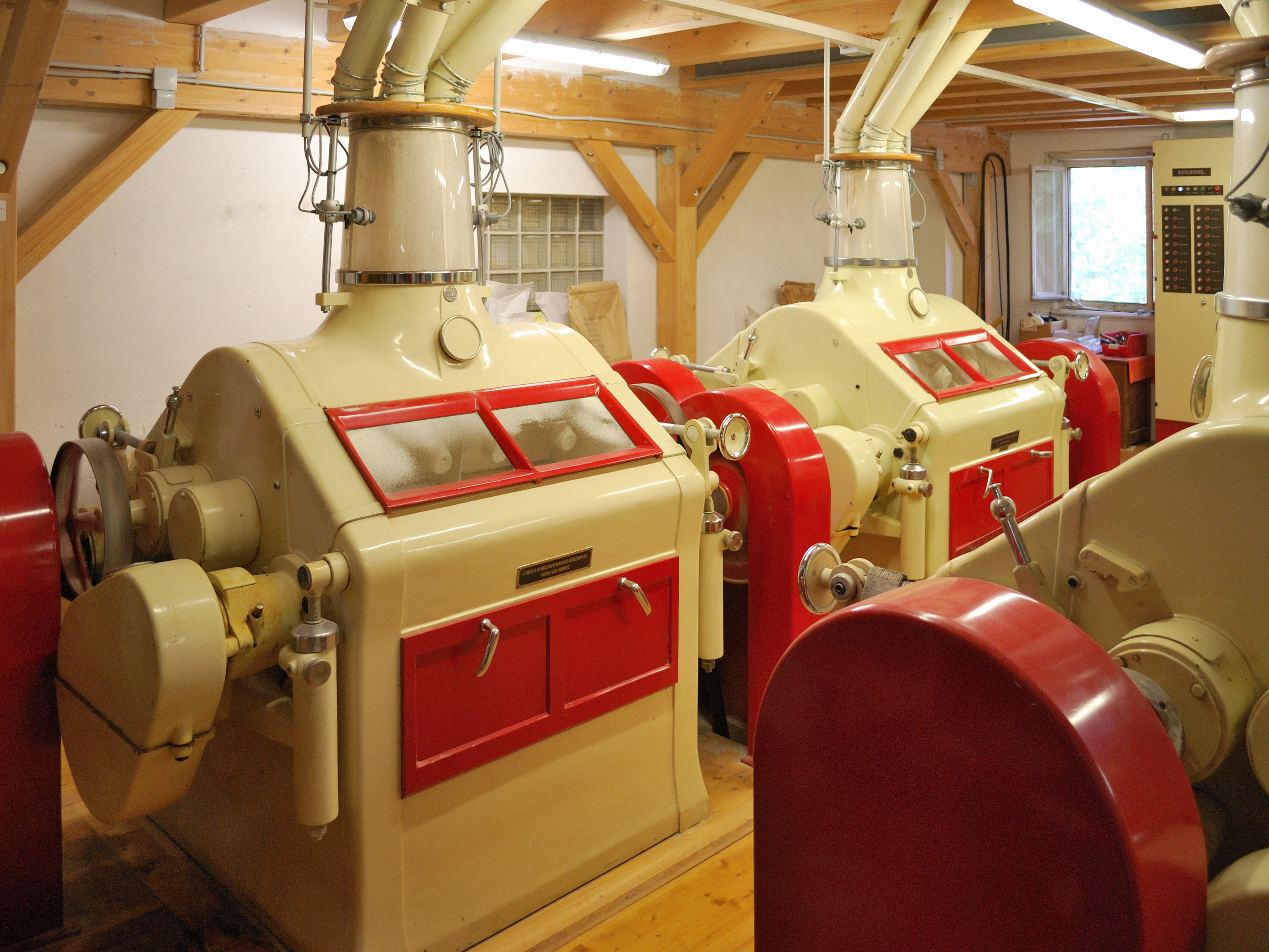
Walzenstühle
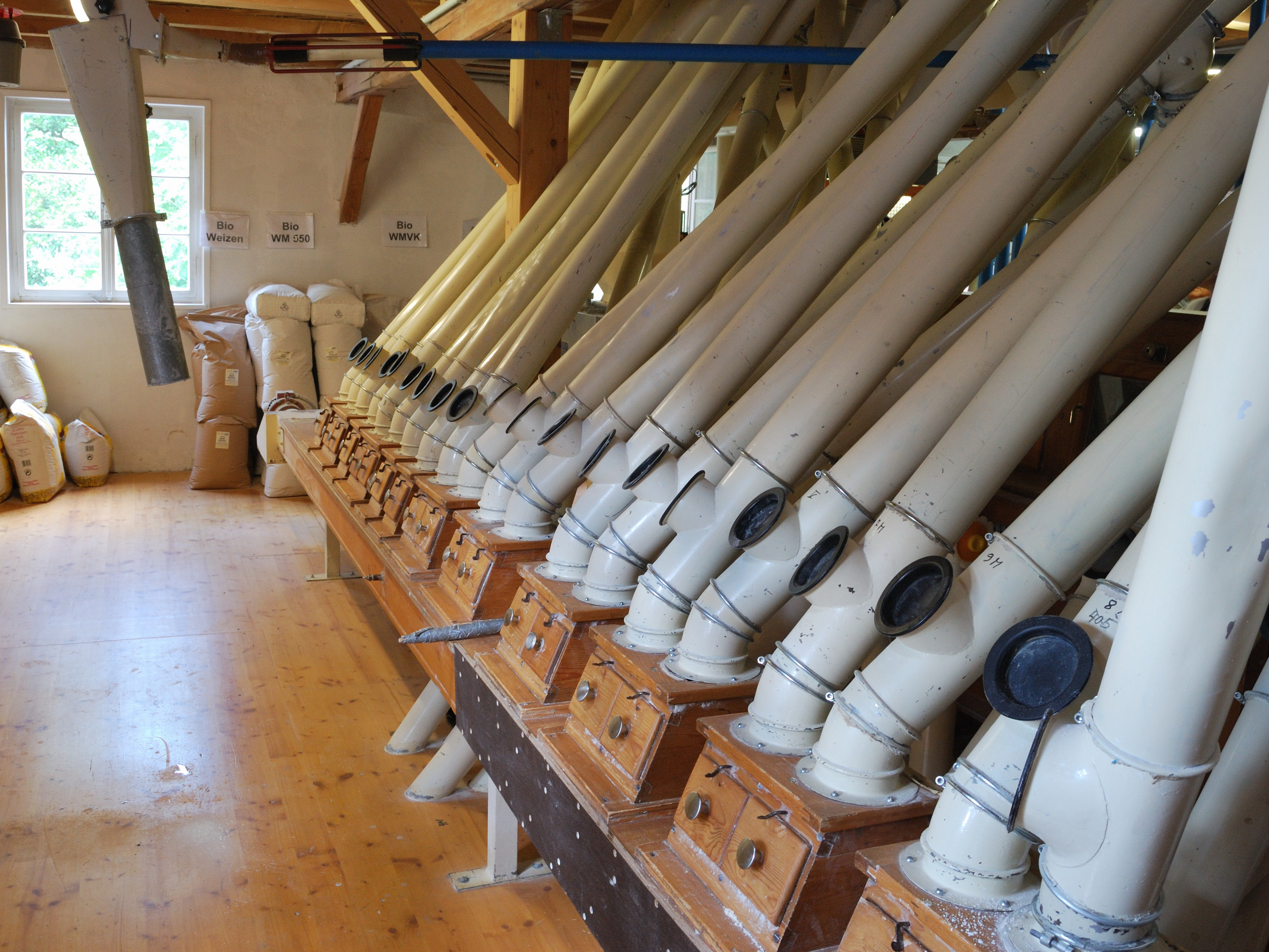
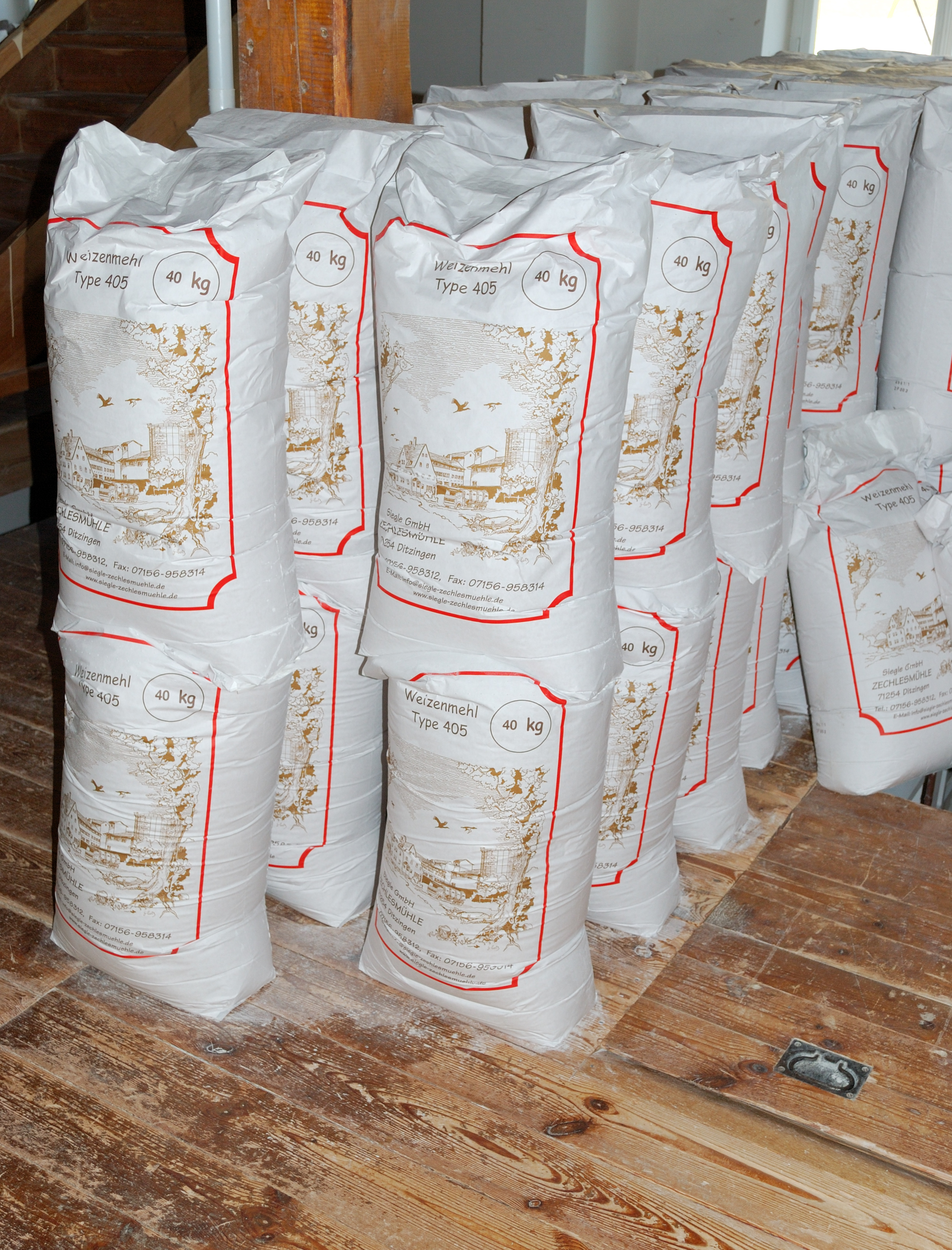
Weizenmehl